# (7972) Mariotti
(7972) Mariotti (1174 T-1) – planetoida z pasa głównego asteroid okrążająca Słońce w ciągu 5,84 lat w średniej odległości 3,24 j.a. Odkryta 25 marca 1971 roku.